# Carl Friedrich Zöllner

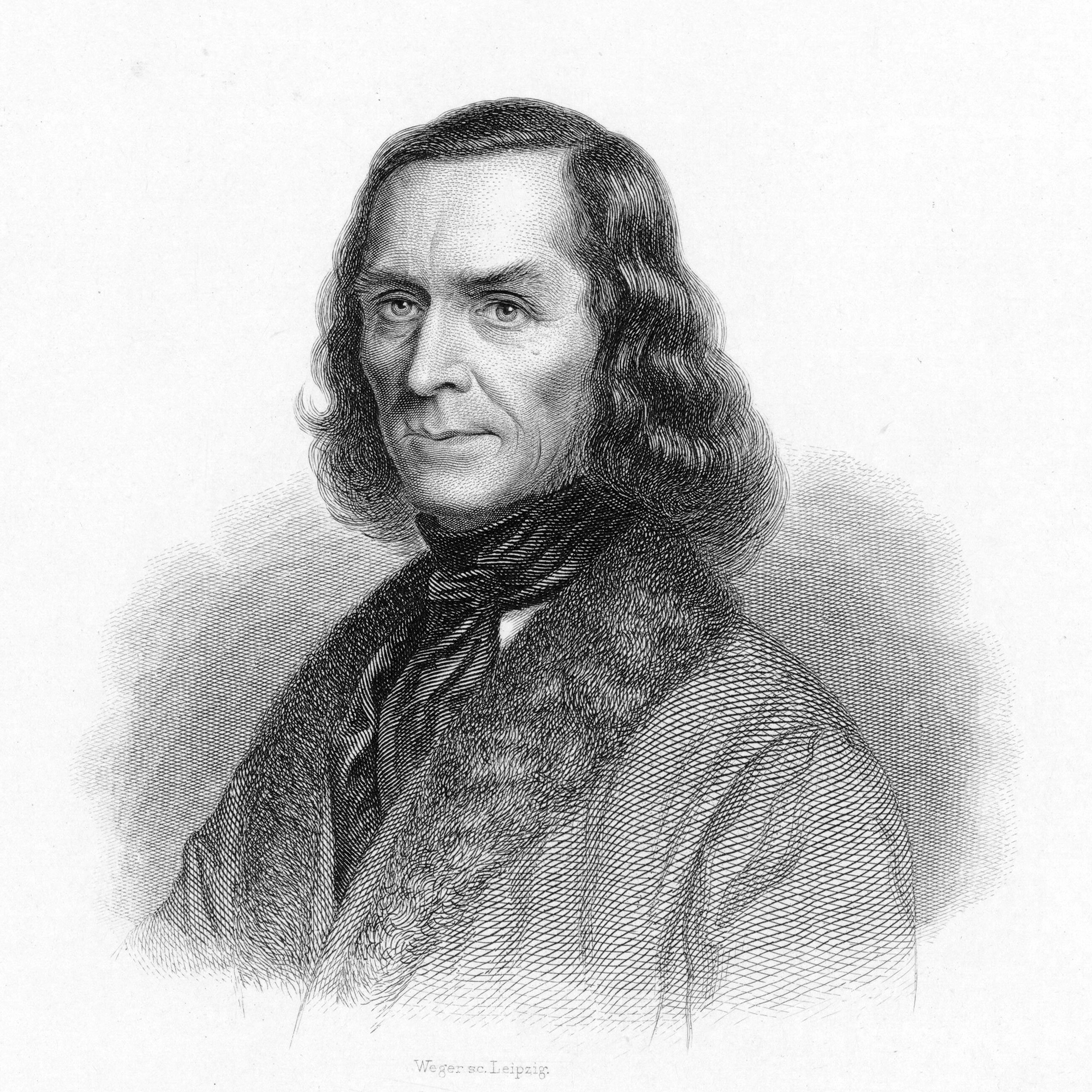
Carl Friedrich Zöllner

Carl Friedrich Zöllner (* 17. März 1800 in Mittelhausen; † 25. September 1860 in Leipzig) war ein deutscher Musiklehrer, Komponist und Chorleiter. Er gilt als die führende Persönlichkeit des mitteldeutschen Männerchorwesens in der Mitte des 19. Jahrhunderts.

## Leben
Carl Friedrich Zöllner war der dritte von fünf Söhnen des Schulrektors Johann Andreas Zöllner in der sachsen-weimarischen Exklave Mittelhausen. Nach dem frühen Tode seines Vaters (1809) übernahm ein Onkel Erziehungsaufgaben und schickte ihn auf die Gymnasien in Eisleben und in Eisenach sowie ab 1814 auf die Thomasschule zu Leipzig, wo der Thomaskantor Johann Gottfried Schicht (1753–1823) seine musikalischen Anlagen förderte.
1819 begann er an der Leipziger Universität ein Studium der Theologie, das er aber 1822 aufgab. Bereits 1820 hatte er auf Vermittlung von Schicht die Gesangslehrer- und Organistenstelle an der Leipziger Ratsfreischule übernommen, die später mit der Wendlerschen vereinigt wurde. Außerdem richtete er 1822 zusammen mit seinem Freund Wilhelm Hemleben ein privates Musikinstitut ein, an dem vor allem der Chorgesang gepflegt wurde. 1840 kam noch die Musiklehrerstelle an der Thomasschule hinzu, die er bis zu seinem Tod innehatte.
Zöllner begann auch zu komponieren, zunächst vorwiegend Klaviersonaten und Lieder für eine Singstimme mit Klavierbegleitung. Bald jedoch wandte er sich immer stärker dem deutschen Lied, speziell dem Männergesang zu. 1833 erschien im Leipziger Musikverlag von Friedrich Kistner sein erstes Liederheft für Männerstimmen. Er hatte die Idee, seine Musik breiten Kreisen der Bevölkerung zugänglich zu machen, und gründete im gleichen Jahr, inspiriert von der Sing-Akademie zu Berlin, einen Laien-Männerchor, der später nach ihm Zöllner-Verein benannt wurde und dem weitere von Zöllner geleitete Männergesangvereine in folgten. Das von Zöllner initiierte Chorwesen breitete sich über ganz Mitteldeutschland aus. So entstand beispielsweise 1846 in Bernburg der Zöllner-Männerchor, der als einziger durchgehend bis heute in der Tradition Zöllners besteht.

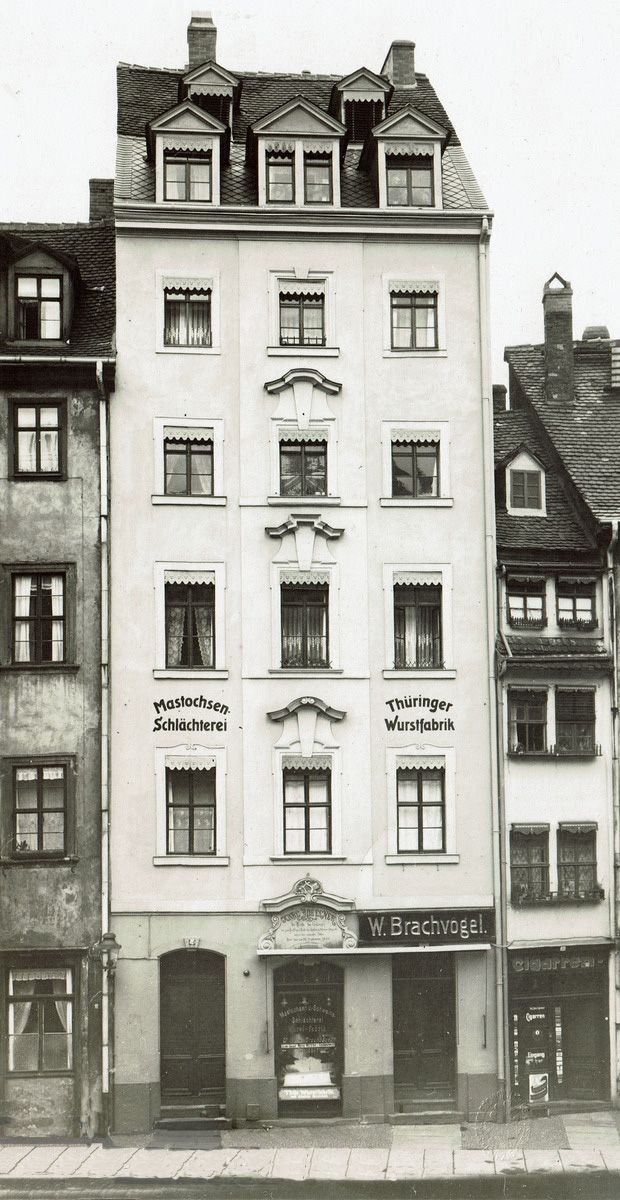
Zöllners Wohnhaus von 1841 bis 1860
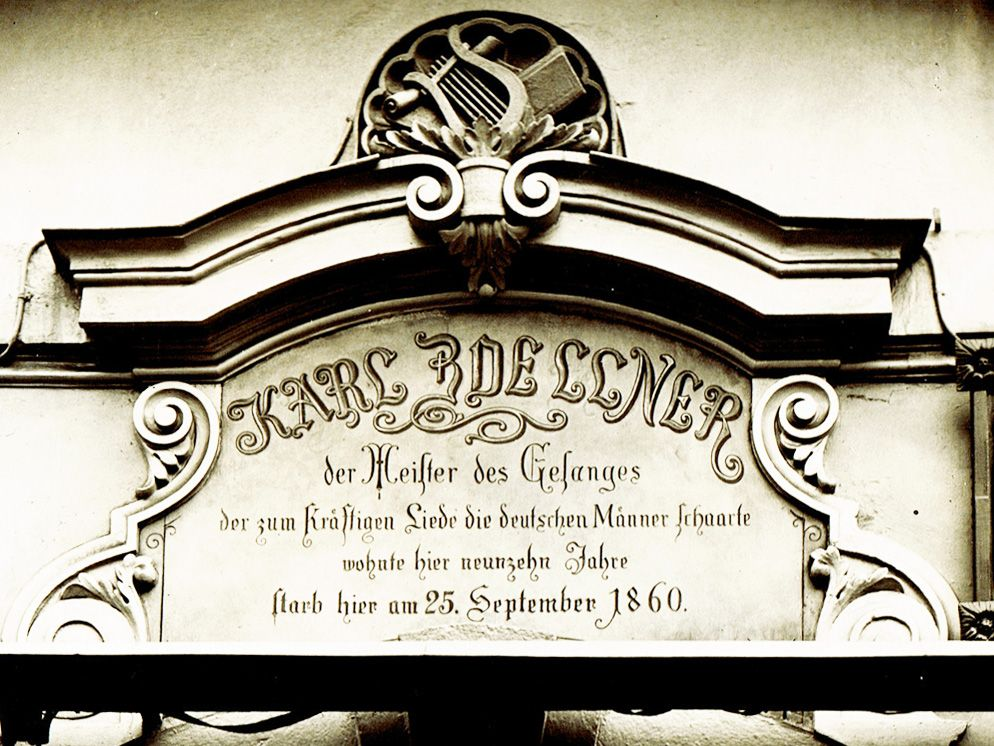
Erinnerungstafel an Zöllners Wohnhaus

1841 heiratete Carl Friedrich Zöllner die 23 Jahre jüngere Marianne Schaarschmidt aus Limbach bei Chemnitz, die er in einem von ihm geleiteten Damenchorverein kennengelernt hatte. Das Paar bezog eine Wohnung im Haus Neukirchhof 5 (ab 1894 Matthäikrchhof 34), die es bis zu Zöllners Tod bewohnte. Das Ehepaar hatte sieben Kinder, von denen aber nur drei den Vater überlebten. Der Sohn Heinrich Zöllner (1854–1941) wurde ein erfolgreicher Komponist und Dirigent. Ein Enkel, Ernst Rudolf Anders (1872–1937), war in Dresden Mitinhaber der heutigen Teekanne GmbH und kam beim Absturz der LZ 129 „Hindenburg“ in Lakehurst ums Leben. Zöllners Witwe verschwand nach einigen Umzügen 1865 aus den Leipziger Adressbüchern. Vermutlich zog sie zur Tochter nach Dresden, denn sie wurde auf einem Friedhof in Dresden beerdigt.
Einen Höhepunkt seines Schaffens erlebte Zollner 1859 zur Feier des 100. Geburtstags von Friedrich Schiller (1759–1805), als er zu einem Festkonzert einen Chor von mehreren hundert Sängern aus 20 Zöllner-Vereinen dirigierte. Zu Zöllners 60. Geburtstag im Folgejahr trafen sich 500 Sänger in Leipzig, um ihn mit einem abendlichen Festkonzert im Schützenhaus zu ehren. Vier Monate danach verstarb er in seiner Wohnung am Neukirchhof und wurde auf dem Neuen Johannisfriedhof beigesetzt. Nach Auflassung des Neuen Johannisfriedhofs wurde sein Grabstein auf den Alten Johannisfriedhof umgesetzt.

## Ehrung

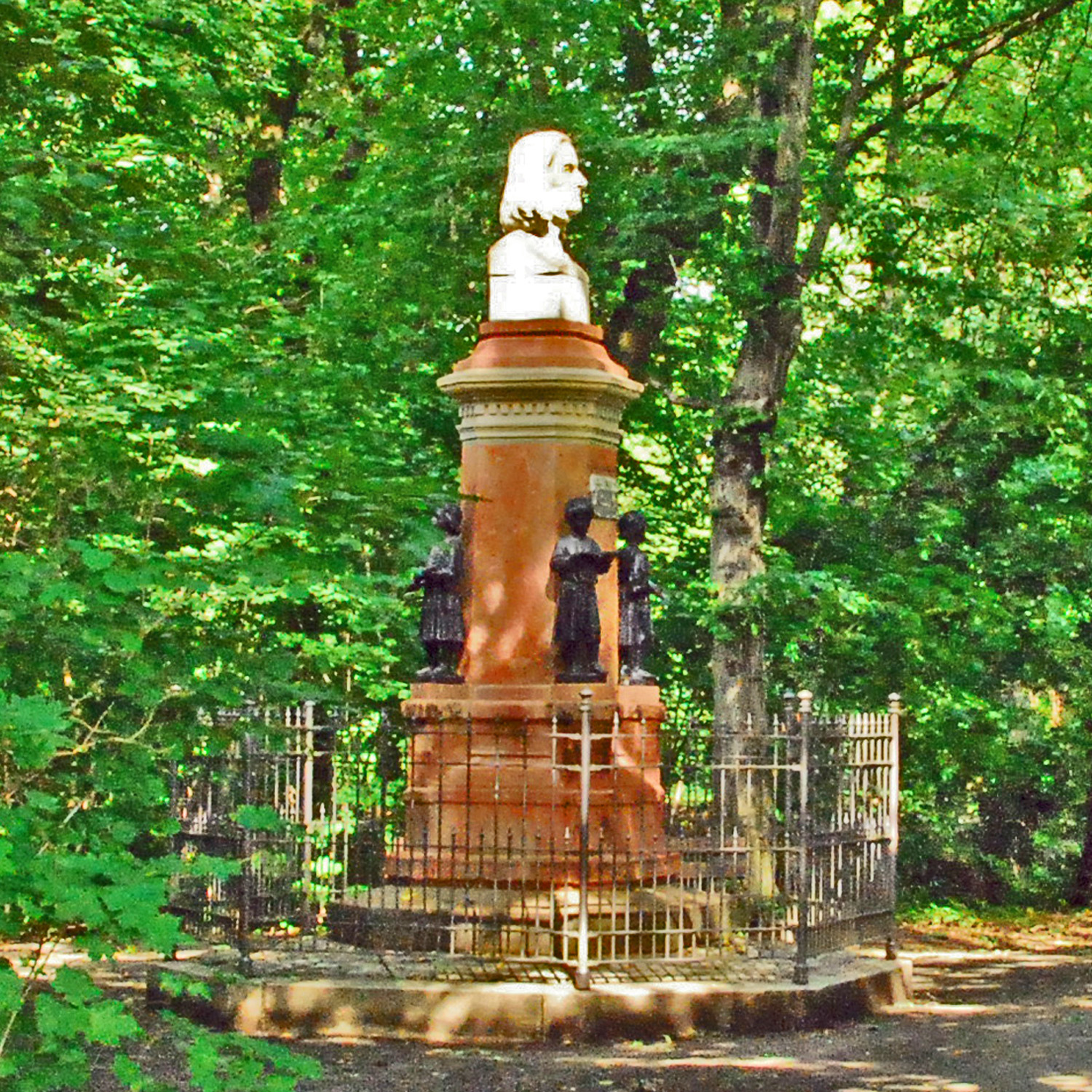
Zöllner-Denkmal (2011)

- 1861 wurde das Grab Zöllners als Ehrengrab der Stadt Leipzig ausgewiesen.
- Auf Initiative der Leipziger Männergesangsvereine wurde 1861 in der Großen Feuerkugel der Leipziger Zöllnerbund gegründet, in dem sich Dutzende Gesangsvereine und -quartette zusammenschlossen und der mit bis zu 700 Mitgliedern bis 1945 bestand.
- 1868 wurde auf Anregung des Zöllnerbundes im Rosental ein Zöllner-Denkmal mit einer von Hermann Knaur (1811–1872) geschaffenen Marmorbüste aufgestellt.
- Die im südlichen Teil in der Nähe des Denkmals durch das Rosental führende Straße hieß ab 1867 Zöllnerstraße und ihre Verlängerung ab 1914 Zöllnerweg. In mindestens zehn weiteren deutschen Städten gibt es Zöllnerstraßen.[4]

## Rezeption

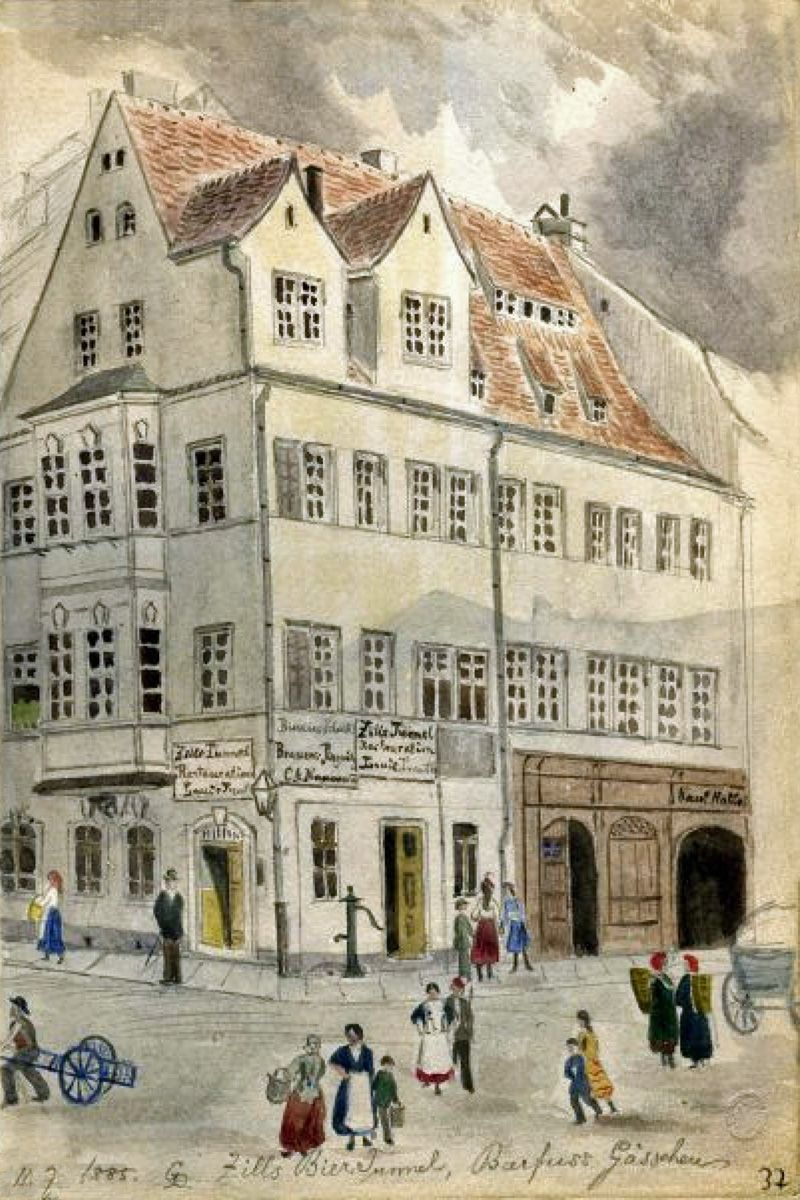
Zills Tunnel, Ansicht zu Zöllners Zeit
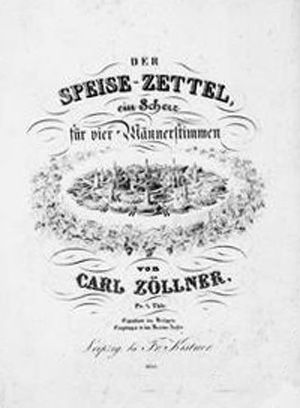
Deckblatt zu „Der Speisezettel“

Zu Lebzeiten erlangte Carl Friedrich Zöllner über die Männerchöre große Beliebt- und Berühmtheit. Heute ist sein Name weitgehend vergessen, obwohl sein Lied „Das Wandern ist des Müllers Lust“ nach einem Text von Wilhelm Müller (1794–1827) immer noch zu den meistgesungenen Wanderliedern zählt. Er vertonte auch weitere Müller-Texte, wobei aber die Versionen anderer Komponisten bekannter wurden, wie zum Beispiel „Am Brunnen vor dem Tore“ von Friedrich Silcher (1789–1860). Mitunter wurden auch Lieder von Andreas Zöllner (1804–1862), der vor allem in Meiningen tätig war, fälschlicherweise Carl Friedrich Zöllner zugeschrieben.
Ein musikalischer Scherz Carl Friedrich Zöllners allerdings überlebte: 1841 behauptete Zöllner in seiner Lieblingsgaststätte Zills Tunnel, er könne jeden Text vertonen. Darauf wies man ihn als Beispiel auf die Speisekarte des Hauses hin. Am nächsten Tag legte Zöllner eine Partitur für vier Männerstimmen mit dem Titel „Der Speisezettel“ vor.